# Center za evalvacijske in strateške raziskave
Center za evalvacijske in strateške raziskave (kratica CESR) je raziskovalna enota, ki deluje v sklopu Inštituta za družbene vede Fakultete za družbene vede v Ljubljani.
Center izvaja številne evalvacijske in strateške raziskave. Ustanovitelj in prvi predstojnik (od 1991) je bil akademik Veljko Rus, trenutni vodja centra je dr. Andrej Rus.